# Аляскацефал
Аляскацефал (лат. Alaskacephale, досл. «голова з Аляски») — рід динозаврів з родини пахіцефалозаврид, що включає один вид — Alaskacephale gangloffi. Мешкали в верхньокрейдяну епоху (кампан) на території сучасного штату Аляска (США).

## Історія досліджень
Голотип UAMAK-493-V-001 був знайдений А. Роландом Ґанґлоффом, Антоні Річардом Фіорілло і Д. В. Нортоном у 2005 році в формації Принц-Крик (Аляска) та описаний як невідомий пахицефалозаврид і, можливо, є пахицефалозавром. Скам'янілість голови включає квадратну кістку зі швом, аналогічну раніше описаному пахицелозавру. Пізніше Роберт Салліван висловив думку, що цей «шов» — відмінна ознака аляскоцефала від пахицелозавра, тому зразок UAMAK-493-V-001 не може належати до пахицелозавра, незважаючи на інші об'єднуючі ознаки.
Аляскацефал був виділений в окремий рід Салліваном в 2006 році і отримав назву за штатом Аляска, де були знайдені скам'янілості. Видова назва gangloffi дана на честь палеонтолога Роланда Ґанґлоффа, керівника групи, що знайшла голотип.
За розмірами знайденої скам'янілості можна припустити, що аляскацефал був приблизно в 2 рази менше пахицефалозавра.